# Chionocharis hookeri
Chionocharis es un género monotípico de plantas con flores perteneciente a la familia Boraginaceae. Su única especie: Chionocharis hookeri, es originaria de Asia.

## Descripción
Las plantas alcanzan un tamaño de 15-40 cm de diámetro. Tallos lleno de hojas, muy ramificado, de 3 cm de altura. Limbo  de 7-12 × 4-6 mm, envés glabro o casi, adaxialmente y margen velloso densamente blanco, base atenuada, ápice agudo. Pedicelo de 4-7 mm, glabra. Cáliz de 4,5 mm, con vellosidades en el interior y a lo largo del margen, glabra exterior. Corola de color azul claro, de 7,5 mm, glabra, tubolar; apéndices de la garganta con pliegues transversales o semilunares de 1 mm de ancho; extremidad 7-8 mm de ancho; lóbulos con venas delgadas. Estambres incluidos; anteras de. 1 mm. Estilo   2 mm; estigma globoso comprimido. Núcula corta adpresa pubescentes abaxialmente.

## Distribución y hábitat
Se encuentra en pendientes rocosas, precipicios, a una altitud de 3500-5000 metros en Sichuan, Xizang, Yunnan, Bután, India y Nepal.

## Taxonomía
Chionocharis hookeri fue descrita por (C.B.Clarke) I.M.Johnst. y publicado en Contributions from the Gray Herbarium of Harvard University 73: 66. 1924.
Sinonimia
- Eritrichium hookeri (C.B.Clarke) Brand
- Myosotis hookeri C.B. Clarke